# YAIBA (曲)
「YAIBA」（ヤイバ）は、BREAKERZの16枚目のシングル。2015年12月9日にZAIN RECORDSから発売された。

## 概要
- 前作「WE GO」に続く16thシングル。
- 表題曲は、2015年9月に行われた全国ツアー「BREAKERZ LIVE TOUR 2015 0-ZERO-」の追加公演で初披露された新曲で[1]、TVアニメ「カードファイト!! ヴァンガードG ギアースクライシス編」のオープニングテーマに起用されている。ヴァンガードシリーズと縁の深いBREAKERZだが、TVアニメ版のオープニングテーマを担当するのは意外にも今回が初となる[2]。

- BREAKERZのシングル作品では、初めて累計が1万枚を下回ると共に、初のオリコントップ10入りできなかった作品であり、「SUMMER PARTY／LAST EMOTION」から15作連続で続いていたトップ10入り記録が、今作で一旦途切れた。

## 収録曲
全作詞：DAIGO
初回限定盤A、通常盤
1. YAIBA [4:02] 
  - 作曲：AKIHIDE / 編曲：BREAKERZ

「BREAKERZ LIVE TOUR 2015 0-ZERO-」の追加公演で初披露された曲であり。
2. WINTER PARTY ～Acoustic Version～ [5:01]
  - 作曲：DAIGO / 編曲：小野塚晃

初回限定盤B
1. YAIBA [4:02]
2. CLIMBER×CLIMBER ～Remastering～ [4:08]
  - 作曲：SHINPEI / 編曲：BREAKERZ

## 特典DVD

### 初回限定盤A
「YAIBA」Music Clip＋Music Clip Off Shot